# ヘンリー・レイバーン

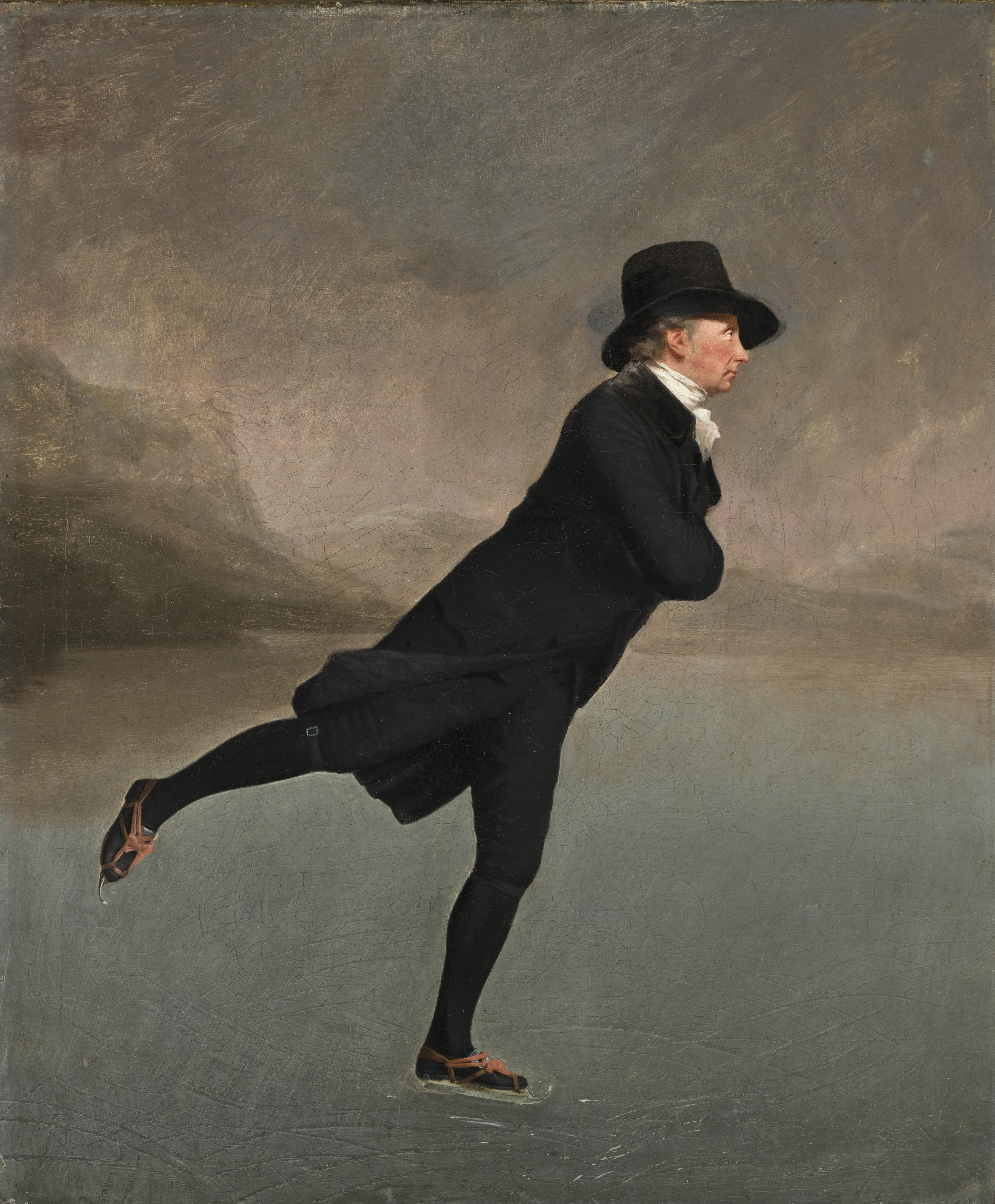
レイバーンの代表作の『スケートをする牧師』(1790年代)

ヘンリー・レイバーン（Sir Henry Raeburn RA RSA FRSE、1756年3月4日 - 1823年7月8日）はイギリスの肖像画家である。国王ジョージ4世の王室肖像画家を務めた。

## 略歴
エディンバラに近いStockbridgeで工場主の息子に生まれた。両親を亡くした後、12歳年上の兄に育てられた。15歳でエディンバラで金細工師の徒弟になり、象牙に細密画を描く仕事をし、ミニアチュールを描くようになり、その絵は人気が出て、支援者を得ることができ、独学で油絵も描くようになった。雇い主は弟子の進歩に興味を持って、肖像画家のデーヴィッド・マーティンにレイバーンを紹介した。マーティンは当時エディンバラで最も人気のあった肖像画家、アラン・ラムゼーのお気に入りの弟子であった。マーティンから肖像画を借りて模写して技術を向上させ、画家になることを決意した。
20代の初めに、たまたま知り合って肖像画を描くことになった若い伯爵の未亡人に気に入られ、知り合って1月足らずで結婚することになり、レイバーンに十分な持参金がもたらされた。当時のイギリスの画家の例に倣って、国外に修業にでることにして、ロンドンでロイヤル・アカデミーの会長のジョシュア・レノルズに助言を求めた。レノルズは、ローマでミケランジェロの作品を学ぶように助言し、紹介状を書いてくれた。夫妻で移ったローマではスコットランド出身の画家、ゲイヴィン・ハミルトンやイタリアの画家、ポンペオ・バトーニ、画商のバイヤーズ(James Byers)らと知り合い、影響を受けた。2年間のイタリア滞在の後、1787年にイギリスに帰国し、肖像画家として成功した。
帰国後はほとんどの活動をエディンバラで行い、時折、ロンドンを訪れたが滞在は短期間だった。そのため、固有のスタイルを守り、19世紀初めのスコットランドの画家たちに影響を与えたとされる。1812年にエディンバラの芸術家協会の会長に選ばれた。1814年にスコットランド王立協会の準会員に選ばれ、1815年に正会員になった。1822年に国王ジョージ4世によってナイトに叙せられ、王室の肖像画家に任じられた。
レイバーンの最も有名な作品は、『スケートをする牧師』であるが、この作品はレイバーンの作ではないとする研究者もいる。（『スケートをする牧師』の記事を参照）

## 作品

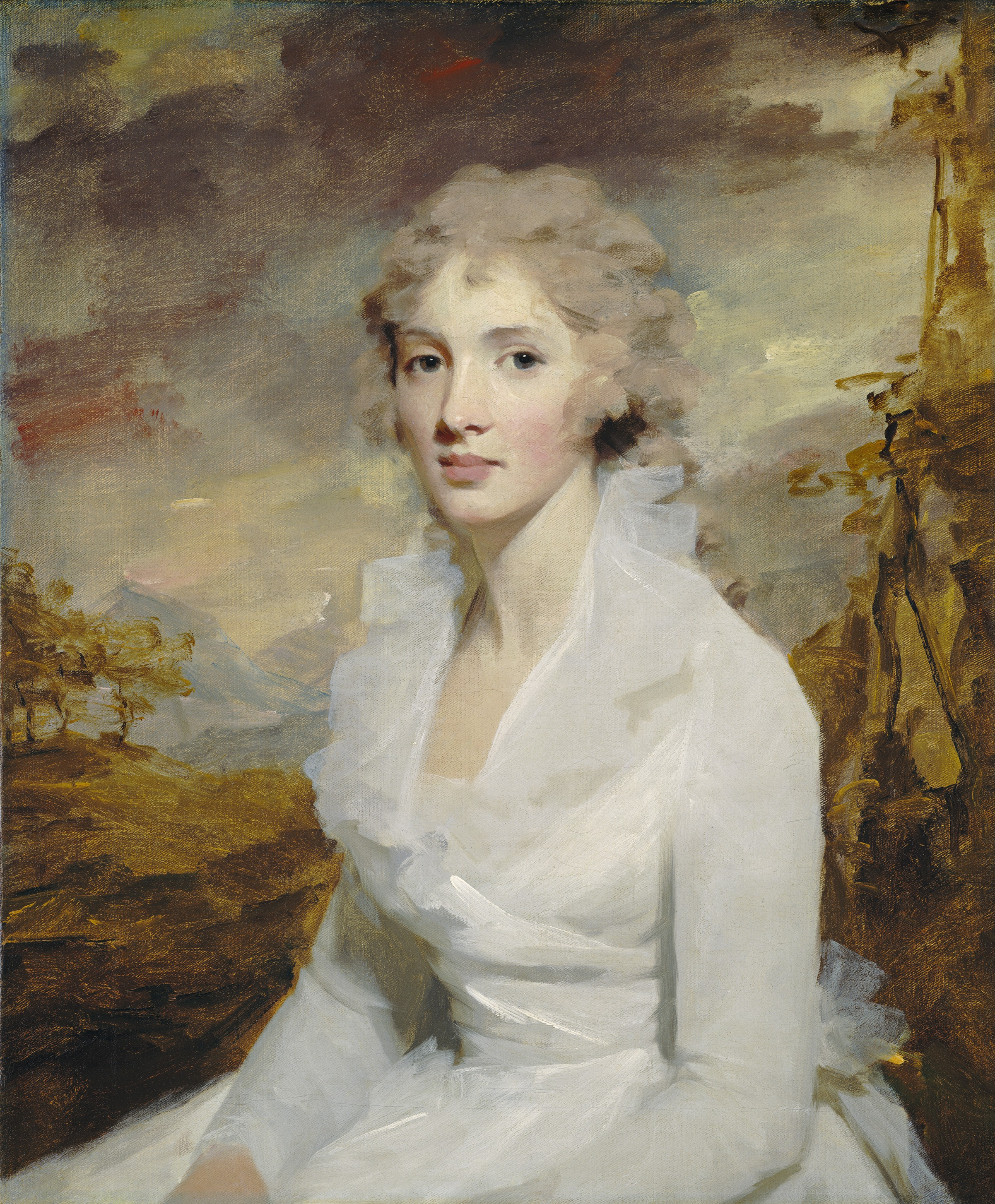
Portrait of Ms. Eleanor Urquhar (c.1793)
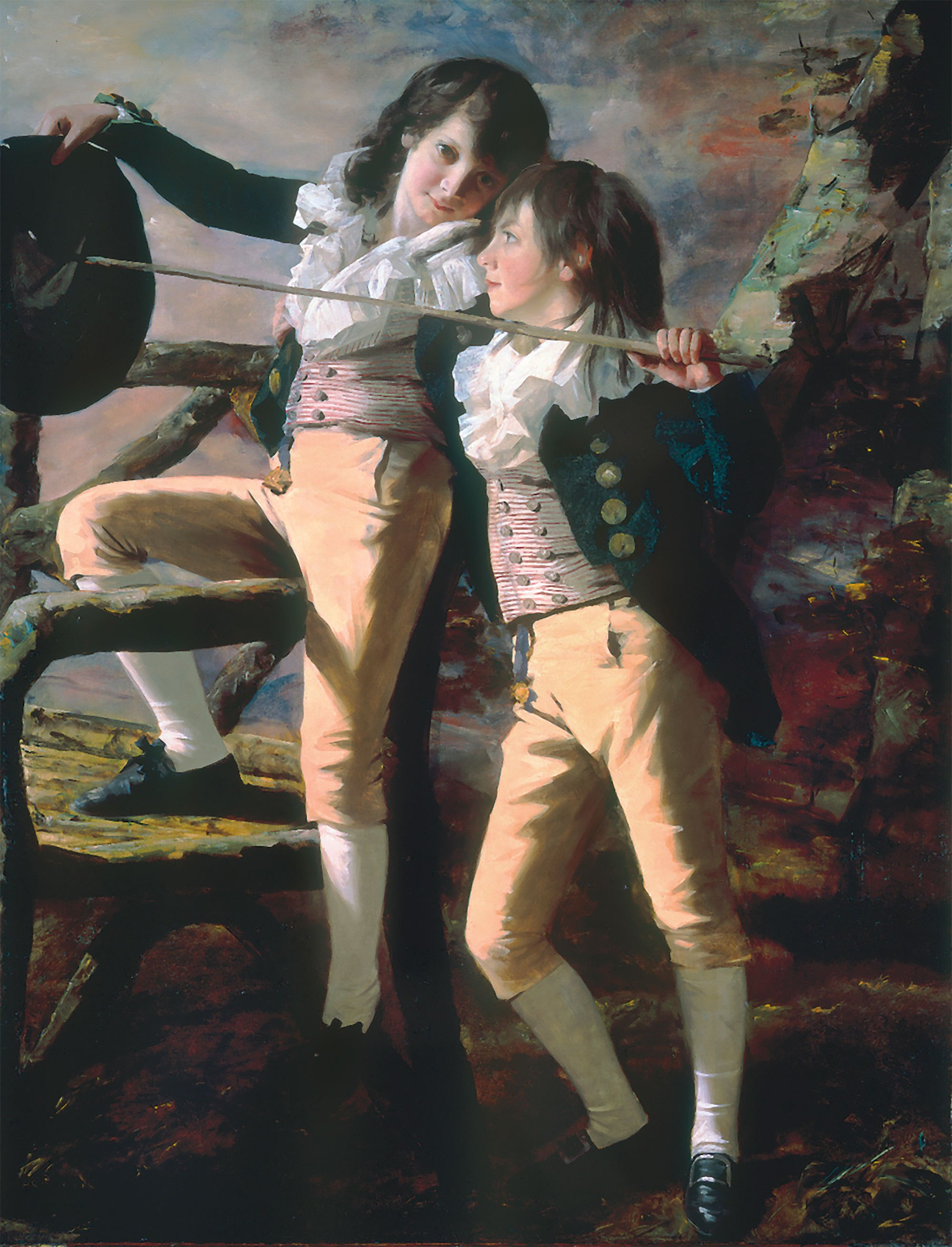
The Allen Brothers (1790s)
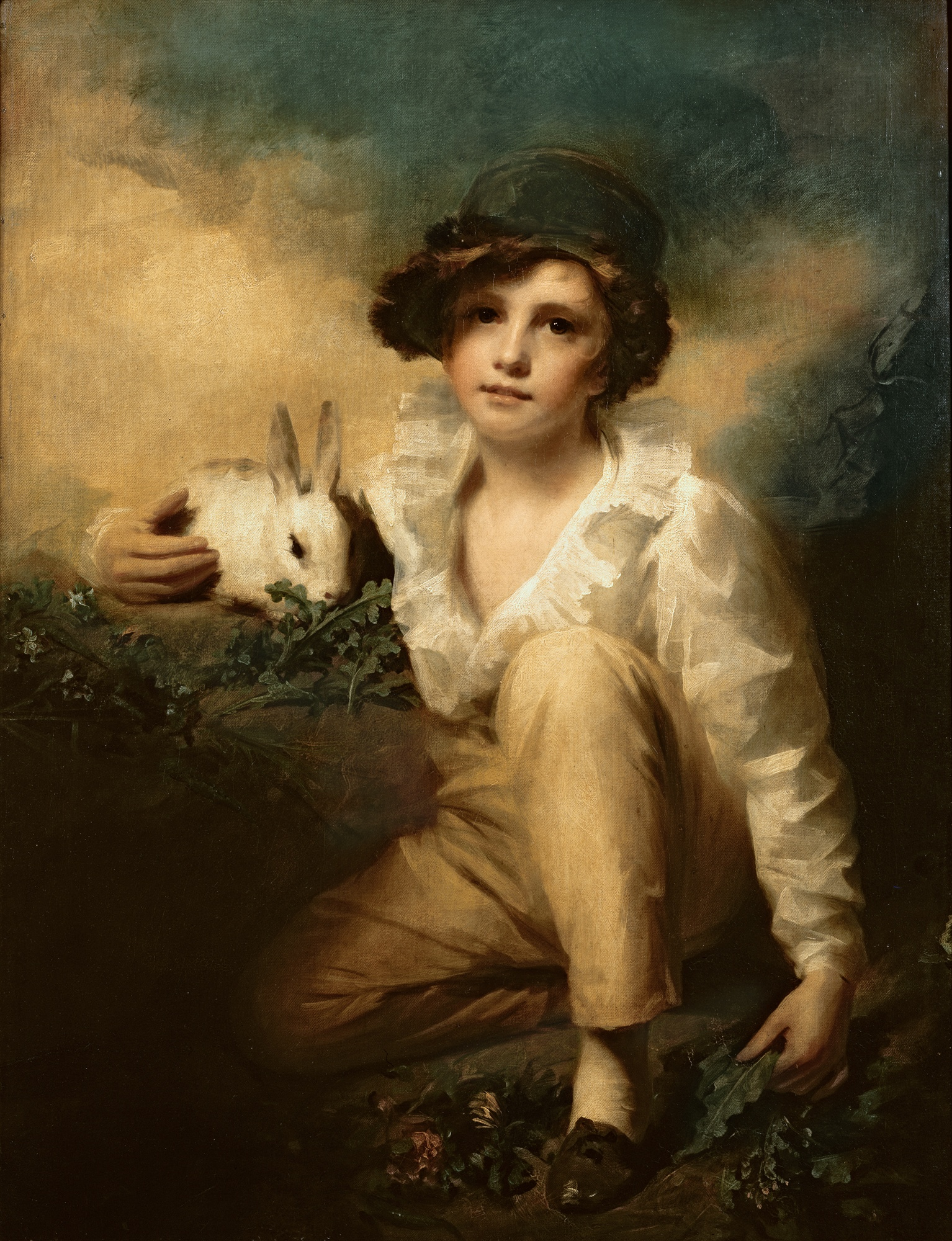
少年とウサギ (1814)
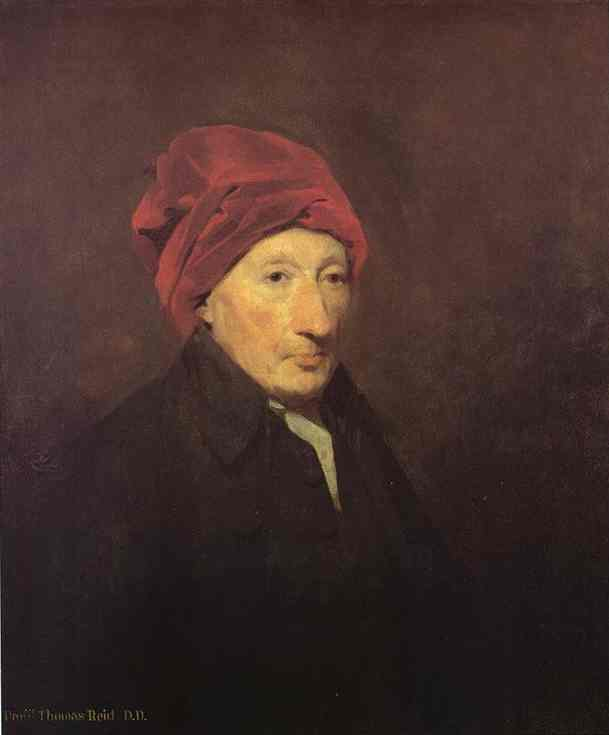
トマス・リード - 哲学者 (1796)
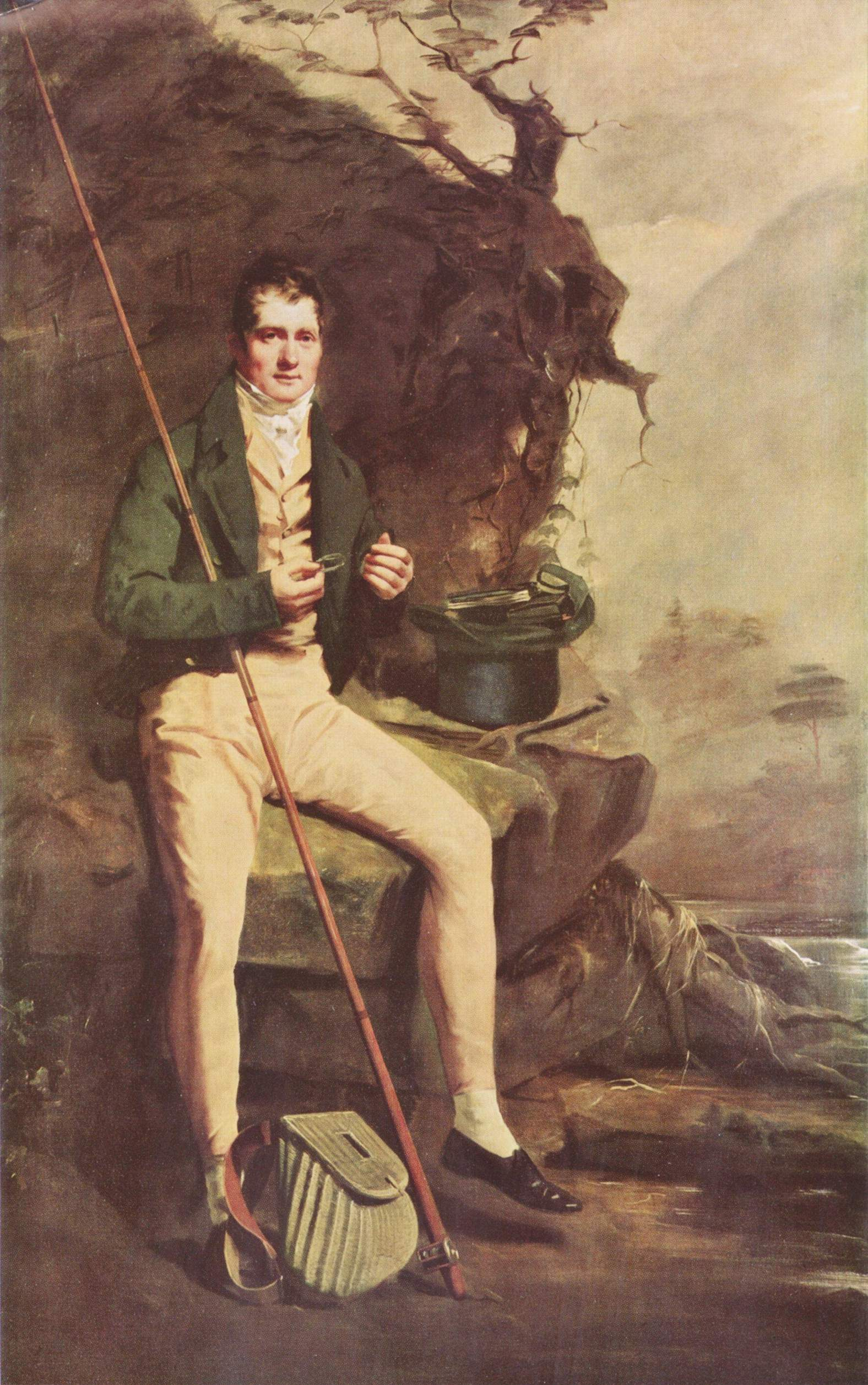
Porträt des Bryce McMurdo (c.1800)
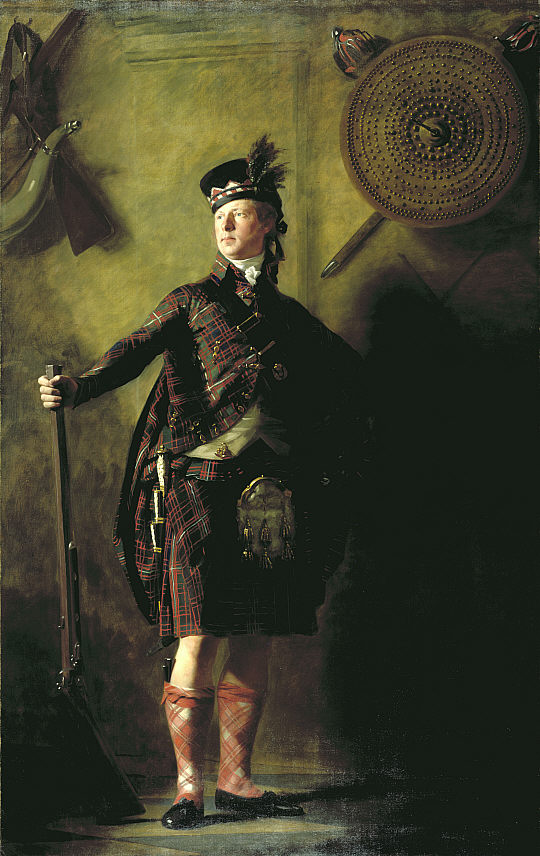
グレンガリー帽をかぶった Alasdair Ranaldson MacDonell
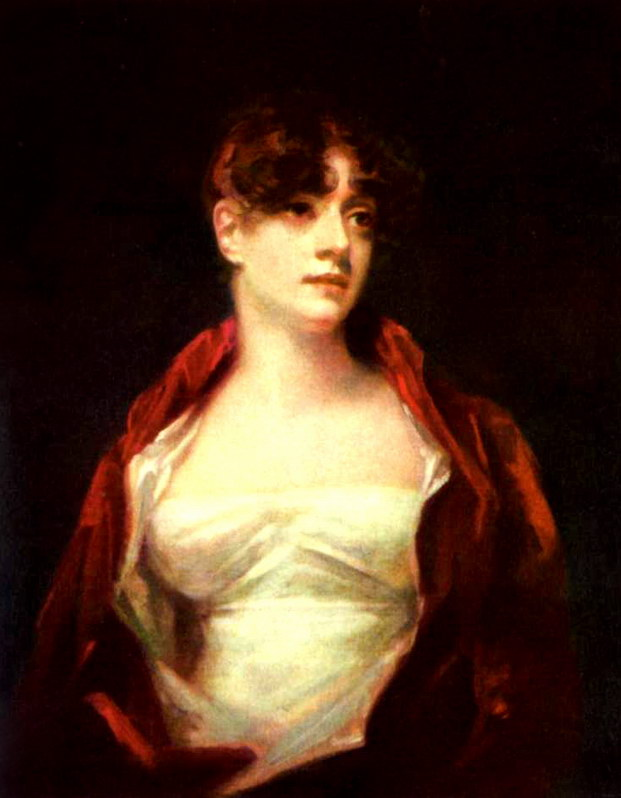
ロバート・スコット・モンクリーフ夫人の肖像画　(c.1814) スコットランド国立美術館
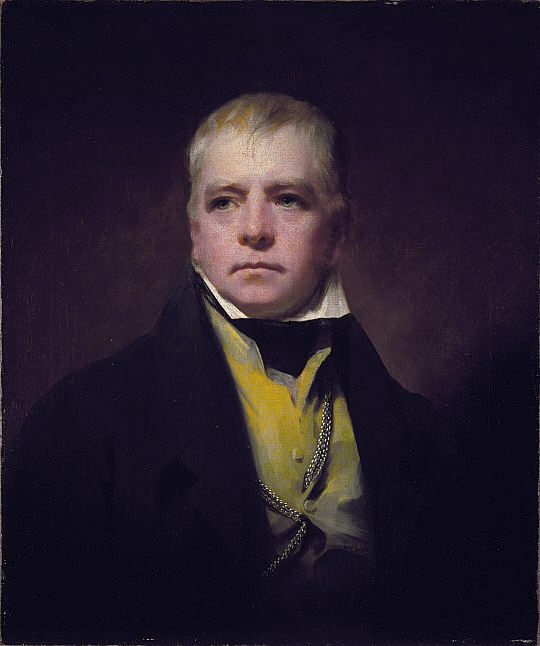
ウォルター・スコット (1822)